# جیا ژانکو
جیا ژانکو (انگلیسی: Jia Zhangke؛ زادهٔ ۲۴ مهٔ ۱۹۷۰) کارگردان، بازیگر و فیلم‌نامه‌نویس اهل چین است. او دانش‌آموخته دپارتمان ادبیات آکادمی فیلم پکن است. او عموماً به عنوان یکی از چهره‌های برجسته جنبش «نسل ششم» سینمای چین شناخته می‌شود، گروهی که شامل چهره‌هایی مانند وانگ زیائوشوای، لو یه، وانگ کوانان و ژانگ یوان نیز می‌شود.

فیلم‌های اولیه جیا، یک سه‌گانه آزاد که در استان زادگاهش شانشی فیلمبرداری شدند، خارج از بوروکراسی فیلم‌سازی دولتی چین و بدون مجوز ساخته شدند و بنابراین فیلم‌های «زیرزمینی» محسوب می‌شوند. در سال ۲۰۰۴ دولت به او مجوز داد که چهارمین فیلم بلند خود با نام جهان کارگردانی کند و به این ترتیب جایگاه ژانکو به عنوان فیلمساز حرفه‌ای تثبیت شد.

فیلم‌های جیا مورد تحسین منتقدان قرار گرفته و در سطح بین‌المللی شناخته شده‌اند. او برای فیلم طبیعت بی‌جان برنده جایزه شیر طلایی جشنواره فیلم ونیز شد. او در سال ۲۰۱۰ جایزه پلنگ افتخاری جشنواره فیلم لوکارنو را دریافت کرد. جشنواره کن در سال ۲۰۱۵ به او جایزه یک عمر دستاورد هنری را اعطا کرد و در سال ۲۰۲۴ نیز برنده جایزه افتخاری جشنواره بین‌المللی فیلم مستند نیون شد.

## فیلم‌شناسی
- سکو (۲۰۰۰)
- جهان (۲۰۰۴)
- طبیعت بی‌جان (۲۰۰۶)
- ۲۴ شهر (۲۰۰۸)
- نشانی از گناه (۲۰۱۳)
- خاکستر خالص‌ترین سفید است (۲۰۱۸)
- گرفتار جزر و مد (۲۰۲۴)